# Louisette (zangeres)
Louisette, artiestennaam van Louisa van Geijtenbeek (Amsterdam, 4 september 1882 – Laren, 20 juli 1965) was een Nederlands zangeres en revue-artieste.
Louisette werd vooral in de jaren tien, twintig, dertig en veertig bekend als de Nederlandse Mistinguett. Zij trad op als cabaretière, zangeres en actrice. Ook trad zij op in zogenaamde stomme films.
In het begin van haar carrière werkte ze als huishoudster bij de Vlaamse humorist/liedjeszanger Chrétien van Esse, beter bekend onder zijn artiestennaam Chrétienni. Hij zag talent in haar en nam haar aan als zijn assistente.

Voortaan vormden ze samen een duo en op 17-jarige leeftijd maakte Louisette haar debuut in het Amsterdamse theater Carré. Na de eeuwwisseling traden ze succesvol op door het hele land in menig revue. In 1906 vertrokken ze zelfs voor een paar maanden op tournee naar het toenmalig Nederlands-Indië. Maar het grote succes moest nog komen. In 1910 bedacht Chrétienni een nieuwe act: ze lieten zich filmen (toen een supermoderne techniek) als twee boertjes. Op de beelden gaan ze rennend ons hele land door en overwinnen ze meerdere hindernissen. Het filmpje was in het theater te zien en op het einde zag je de twee bij de deur van het theater en op het goede moment renden ze de zaal in en zetten de act door op het toneel. Een enorm succes. Zo’n succes dat ze al snel de grens over trokken met hun nieuwe act. Van Duitsland naar Engeland en van Frankrijk naar Amerika; overal traden ze op. Na vier jaar kwamen ze schatrijk terug in Nederland. Ze wilden snel weer op wereldtournee maar de Eerste Wereldoorlog gooide roet in het eten. Voorlopig zouden ze in het neutrale Nederland moeten blijven.
Dat Nederland neutraal was, viel te merken aan de duizenden vluchtelingen uit België die Nederland binnentrokken. Onder hen de Joodse Nederlander Armand Haagman. Hoe en waar Louisette en Armand Haagman elkaar hebben ontmoet is niet meer na te gaan maar vast staat dat ze een relatie kregen. Chrétienni was hier niet van gediend en schrapte Louisette voor ƒ 100.000 uit zijn testament en vertrok na de oorlog weer naar zijn geboorteland, waar hij in 1921 overleed. Ondertussen had Louisette na de oorlog haar oude act weer opgepakt, alleen dit keer niet met Chrétienni in de tweede hoofdrol maar met haar nieuwe geliefde, Armand Haagman.
In 1923 was zij te zien in Van boerin tot ster met Armand Haagman. Hij was aan het begin van de 20e eeuw een bekende liedjesschrijver, die Louisette van repertoire voorzag.
Zoals toen voor artiesten gebruikelijk, trad ook Louisette regelmatig op in bioscopen, voorafgaand aan de film. Zo was zij in november 1925 te zien in het City Theater aan de Veenestraat in Den Haag voordat de film Stervend weenen werd vertoond.
Behalve door haar zangkwaliteiten viel Louisette ook op door haar schoonheid, haar lange haar en bovendien door haar extravagante, vaak met borduursels en kralen afgezette showkleding.
(Drie van deze avondjurken uit de periode 1923-1930 werden, naast kleding van andere artiesten, in 2003 tentoongesteld op de expositie Mode op de planken, georganiseerd door het Gemeentemuseum Den Haag.)
Louisette trad jarenlang op in binnen- en buitenland met revues als Louisette is niet jaloersch (1913), Goudvischje (1919), Hallo Parijs (1924), De kleine Samaritaansche (1925), Als vrouwen begeren, De bokskampioen (1927), Relletjes op het Leidseplein, Lachpillen (1931) en De koning en het koormeisje (1937).
Ook trad zij op met opkomende sterren als Wim Kan (in Hallo '34) en op 11 april 1942 stond zij in een showprogramma, samen met de toen 24-jarige Wim Sonneveld.
Armand Haagman, met wie ze samenleefde zonder getrouwd te zijn, werd in 1942 als Jood gedwongen te verhuizen naar de Amsterdamse Jodenbuurt. Later in dat jaar werd hij gedeporteerd naar Kamp Westerbork en vervolgens naar Auschwitz. Daar werd hij op 8 oktober vergast.
Na de oorlog was haar repertoire passé en zij raakte in de vergetelheid.
Journalist Henk van der Meijden trof haar verwaarloosd en verward aan in haar woning in de Amsterdamse Haarlemmermeerstraat 94 hs. Hierna nam hij het initiatief voor de Blijvend Applaus Prijs.
Op 20 juli 1965 stierf Louisette in psychiatrisch verpleeghuis Hoog-Laren te Laren. Haar persoonlijk archief met foto's, brieven, affiches en andere documentatie over haar werk bevindt zich in het Stadsarchief Amsterdam.
In december 2010 werd over haar leven een muziektheatervoorstelling gemaakt.